# Itaperuna
Itaperuna város Brazíliában, Rio de Janeiro államban. Lakosainak száma 101 041 fő (2022). Itaperuna Cambuci, Laje do Muriaé, Eugenópolis, Antônio Prado de Minas, Bom Jesus do Itabapoana, Campos dos Goytacazes, Italva, Miracema, Natividade, Rio de Janeiro, Patrocínio do Muriaé és São José de Ubá községekkel határos.

## Népesség
A település népességének változása:
| Lakosok száma | 86 720 | 95 841 | 103 800 | 104 354 | 101 041 |
|               | 2000   | 2010   | 2020    | 2021    | 2022    |